# مالك أبرار أحمد
مالك أبرار أحمد (بالإنجليزية: Malik Abrar Ahmad)‏ هو سياسي باكستاني، ولد في 3 يناير 1970 براولبندي في باكستان. حزبياً، نشط في الرابطة الإسلامية الباكستانية. وقد انتخب عضو الجمعية الوطنية في باكستان.